# Libythea geoffroyi
Libythea geoffroyi is een vlinder uit de familie van de Nymphalidae, onderfamilie Libytheinae. De wetenschappelijke naam van deze soort werd voor het eerst voorgesteld door Jean Baptiste Godart in een publicatie uit 1823.
De soort komt voor in het Oriëntaals gebied en Australaziatisch gebied.